# El Botho
El Botho är en ort i Mexiko.   Den ligger i kommunen San Agustín Tlaxiaca och delstaten Hidalgo, i den sydöstra delen av landet, 80 km norr om huvudstaden Mexico City. El Botho ligger 2 323 meter över havet och antalet invånare är 510.
Terrängen runt El Botho är huvudsakligen kuperad, men den allra närmaste omgivningen är platt. Runt El Botho är det ganska tätbefolkat, med 60 invånare per kvadratkilometer. Närmaste större samhälle är Pachuca de Soto, 16,2 km öster om El Botho. Trakten runt El Botho består till största delen av jordbruksmark.